# Willem Vanderpol
Willem „Bill“ Vanderpol (* 17. April 1938 in ’s-Gravenzande, Niederlande; † 14. Juli 2022 in Hamilton, Ontario) war ein kanadischer Wasserballspieler.

## Leben
Willem Vanderpol gehörte dem Hamilton Aquatic Club an und nahm als Torhüter der kanadischen Nationalmannschaft an den Olympischen Spielen 1972 in München teil.
Beruflich war er 50 Jahre als Maschinenschlosser bei Stelco tätig.